# Charles Kaboré
Charles Kaboré (ur. 9 lutego 1988 w Bobo-Dioulasso) – piłkarz, defensywny pomocnik z Burkina Faso.

## Kariera klubowa
Swoją karierę piłkarską Kaboré rozpoczął w klubie AS SONABEL. Następnie grał w Étoile Filante Wagadugu i FC Libourne. W 2008 roku podpisał kontrakt z Olympique Marsylia. 21 lutego 2013 roku podpisał kontrakt z Kubań Krasnodar. W 2015 został wypożyczony do FK Krasnodar. Grał też w Dinamie Moskwa w latach 2019-2021. W 2022 został zawodnikiem Chamois Niortais FC.

## Kariera reprezentacyjna
Kaboré gra w reprezentacji narodowej Burkina Faso. W 2010 roku wystąpił w Pucharze Narodów Afryki 2010.

## Statystyki
| Sezon   | Klub                     | Kraj    | Rozgrywki     | Mecze | Bramki | Europejskie puchary                            | Mecze | Bramki |
| ------- | ------------------------ | ------- | ------------- | ----- | ------ | ---------------------------------------------- | ----- | ------ |
| 2006/07 | FC Libourne-Saint-Seurin | Francja | Ligue 2       | 10    | 1      | –                                              | –     | –      |
| 2007/08 | FC Libourne-Saint-Seurin | Francja | Ligue 2       | 16    | 0      | –                                              | –     | –      |
| 2007/08 | Olympique Marsylia       | Francja | Ligue 1       | 12    | 0      | Puchar UEFA                                    | 3     | 0      |
| 2008/09 | Olympique Marsylia       | Francja | Ligue 1       | 23    | 1      | kw. do Ligi Mistrzów Liga Mistrzów Puchar UEFA | 1 3 2 | 0      |
| 2009/10 | Olympique Marsylia       | Francja | Ligue 1       | 25    | 1      | Liga Mistrzów Liga Europy                      | 3     | 0 1    |
| 2010/11 | Olympique Marsylia       | Francja | Ligue 1       | 34    | 0      | Liga Mistrzów                                  | 5     | 0      |
| 2011/12 | Olympique Marsylia       | Francja | Ligue 1       | 25    | 0      | Liga Mistrzów                                  | 6     | 0      |
| 2012/13 | Olympique Marsylia       | Francja | Ligue 1       | 17    | 0      | kw. do Ligi Europy Liga Europy                 | 4     | 0      |
| 2012/13 | Kubań Krasnodar          | Rosja   | Priemjer-Liga | 11    | 0      | –                                              | –     | –      |
| 2013/14 | Kubań Krasnodar          | Rosja   | Priemjer-Liga | 26    | 0      | kw. do Ligi Europy Liga Europy                 | 4 5   | 0 1    |
| 2014/15 | Kubań Krasnodar          | Rosja   | Priemjer-Liga | 26    | 0      | –                                              | –     | –      |
| 2015/16 | FK Krasnodar             | Rosja   | Priemjer-Liga | 21    | 0      | Liga Europy                                    | 7     | 0      |
| 2016/17 | FK Krasnodar             | Rosja   | Priemjer-Liga | 22    | 1      | kw. do Ligi Europy Liga Europy                 | 2 8   | 0      |
| 2017/18 | FK Krasnodar             | Rosja   | Priemjer-Liga | 19    | 0      | kw. do Ligi Europy                             | 2     | 0      |
| 2018/19 | FK Krasnodar             | Rosja   | Priemjer-Liga | 24    | 1      | Liga Europy                                    | 9     | 0      |
| 2019/20 | Dinamo Moskwa            | Rosja   | Priemjer-Liga | 20    | 0      | –                                              | –     | –      |
| 2020/21 | Dinamo Moskwa            | Rosja   | Priemjer-Liga | 19    | 0      | Liga Europy                                    | 1     | 0      |